# توبینگن

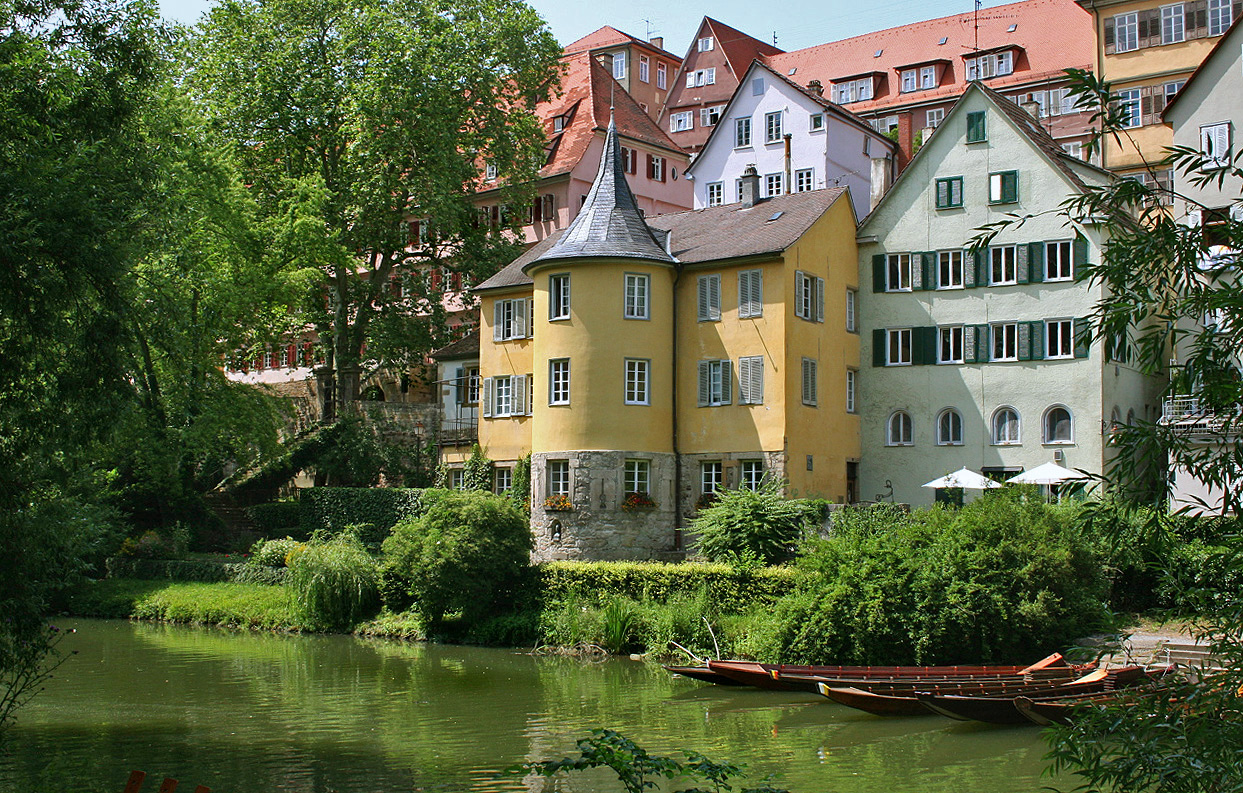
ساختمان زرد رنگ که به نام برج Hölderlinturm مشهور است، محل سکونت فریدریش هولدرلین در شهر توبینگن، به مدت زمان ۳۶ سال (نیمی از عمرش) بوده‌است.

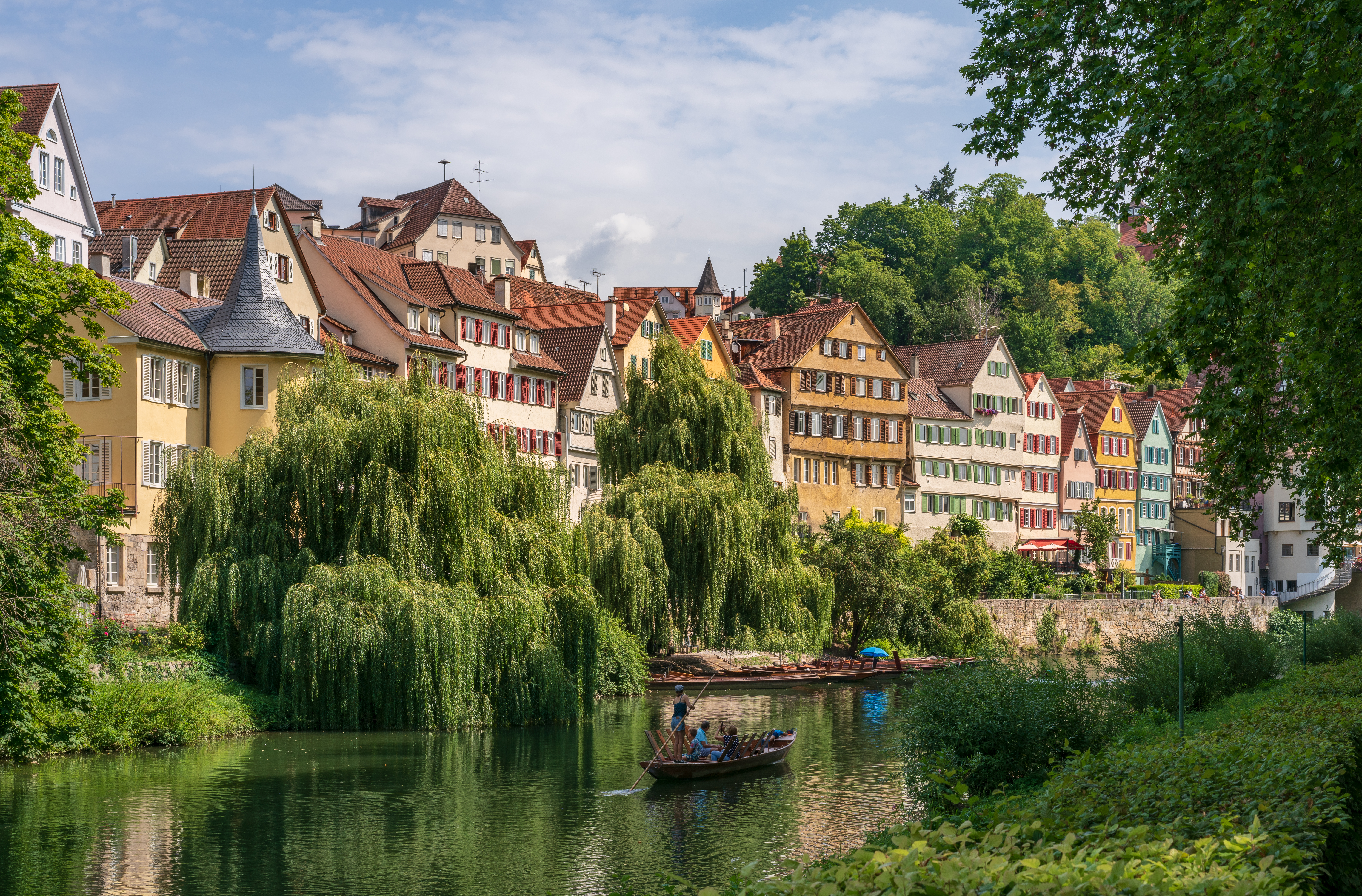
شهر توبینگن، شهری قدیمی و زیبا واقع در استان بادن وورتمبرگ، آلمان است.

توبینگن (به آلمانی: Tübingen) شهری است نسبتاً کوچک با دانشگاهی بزرگ که در جنوب غرب آلمان، ۳۰ کیلومتری جنوب غربی اشتوتگارت و در ایالت بادن-وورتمبرگ واقع شده‌است.
بر اساس آمار سال ۲۰۰۶ جمعیت شهر بالغ بر ۸۷۵۴۰ نفر است که از این میان حدود ۲۲۰۰۰ نفر دانشجو هستند. دانشگاه توبینگن از مهم‌ترین دانشگاه‌های آلمان است.

## تاریخچه
اواخر سده دوازدهم بود که گزاف فون توبینگن این شهر را بنا کرد و نزدیک صد سال بعد (۱۴۷۷) دانشگاه توبینگن به وسیلهٔ «گراف ابرهارد» ایجاد شد.

## موزه دانشگاه توبینگن
وقتی برلین در زیر بمباران هواپیمای متفقین می‌سوخت، اشیا پر ارزش موزه موقوفه اموال فرهنگی پروس در برلین را، به شهرهای کوچکتر آلمان منتقل کردند و از آن میان سهم عمده‌ای از کتاب‌های خطی به دانشگاه توبینگن رسید. با تمام شدن جنگ، بسیاری از اشیا موزه موقوفه اموال فرهنگی پروس به برلین بازگردانده شد، اما اهالی توبینگن، که به گنجی عظیم دست یافته بودند، سماجت کردند و حاضر نشدند کتاب‌های خطی را به موزه برلین پس بدهند و به این ترتیب توبینگن برای همیشه مالک تعداد زیادی کتب خطی شد. از چهارده هزار نسخه خطی موزه موقوفه اموال فرهنگی پروس که در توبینگن باقی‌ماند، تعداد قابل توجهی به کتب خطی اختصاص دارد. در سال ۱۹۵۶ نمایشگاهی از این کتب، در شهر توبینگن برگزار شد که در آن ۷۵ کتاب خطی فارسی به نمایش گذاشته شد.

## نقاط دیدنی
از نقاط دیدنی شهر توبینگن، یکی کلیسای سن گئورگ است که در حدود پانصد سال پیش بنا شده‌است و دیگری قصر هومن توبینگن می‌باشد که تاریخ ایجاد ان به اواخر سده شانزدهم یا اوایل سده هفدهم می‌رسد.

## نگارخانه

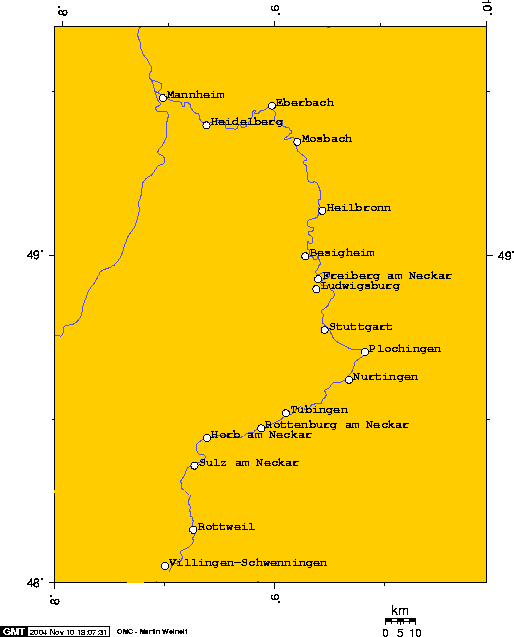
توبینگن و دیگر شهرهای حوضه آبریز نکار
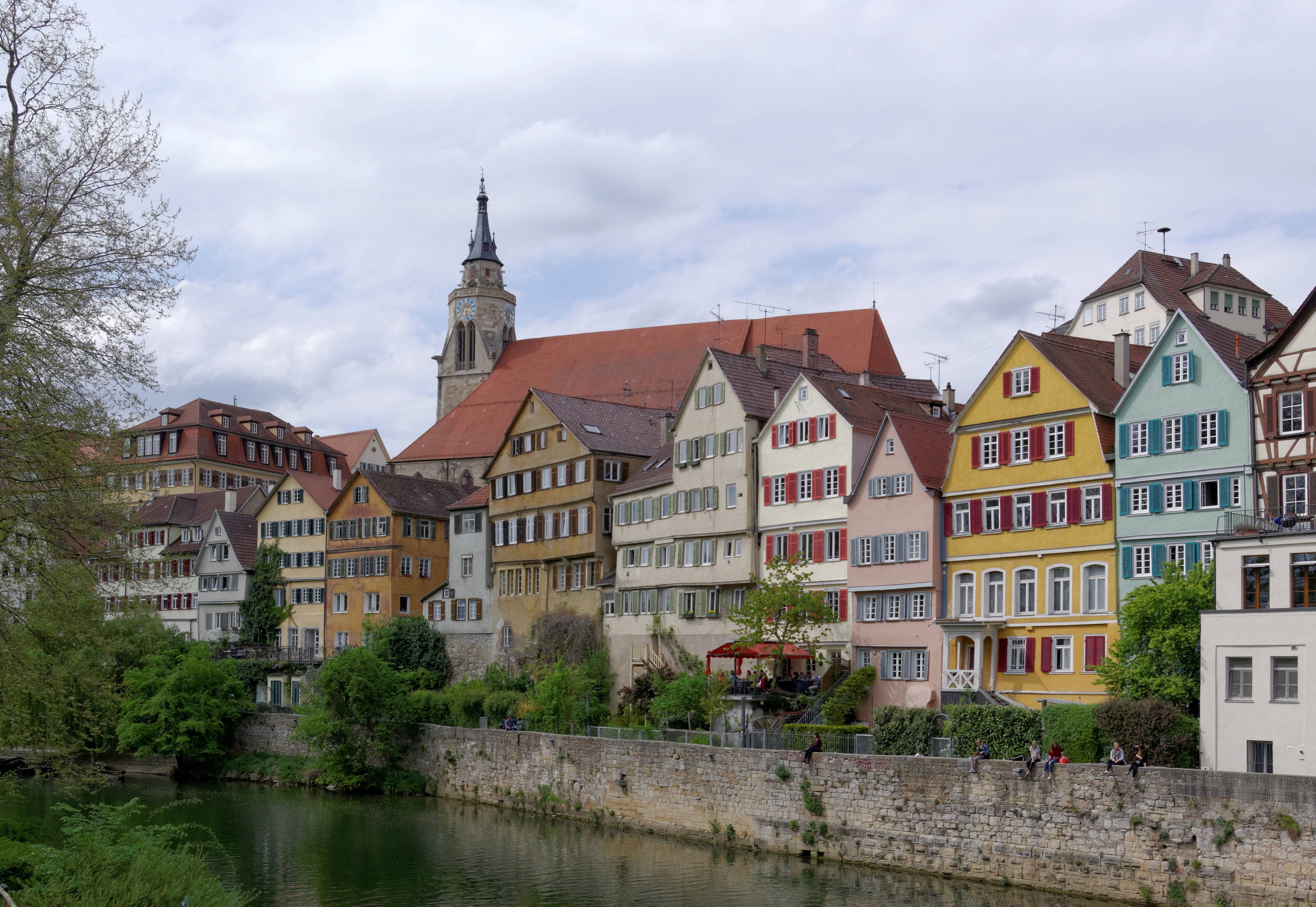
نمای توبینگن از سوی نهر نکار
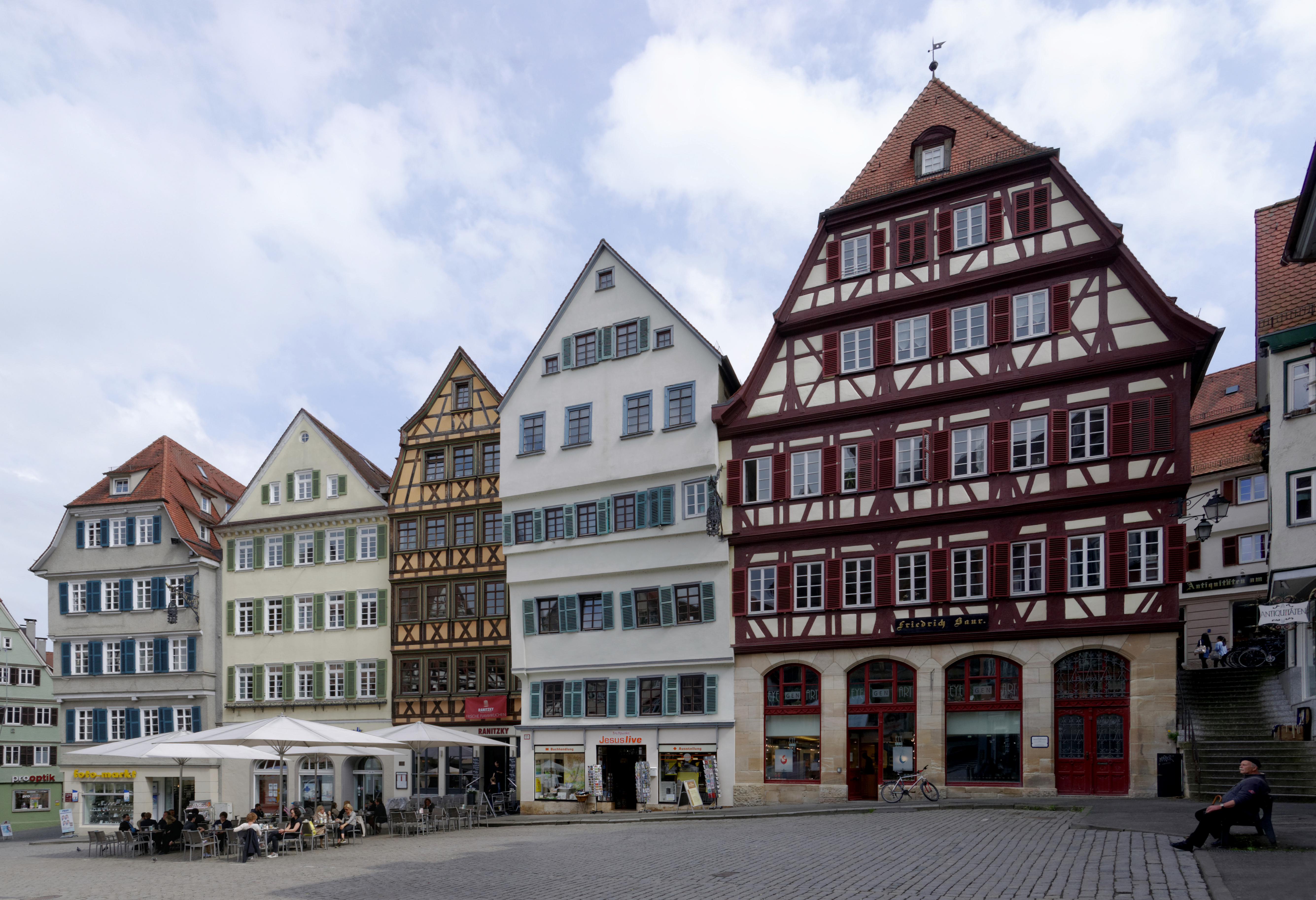
نمایی از بافت قدیمی شهر توبینگن
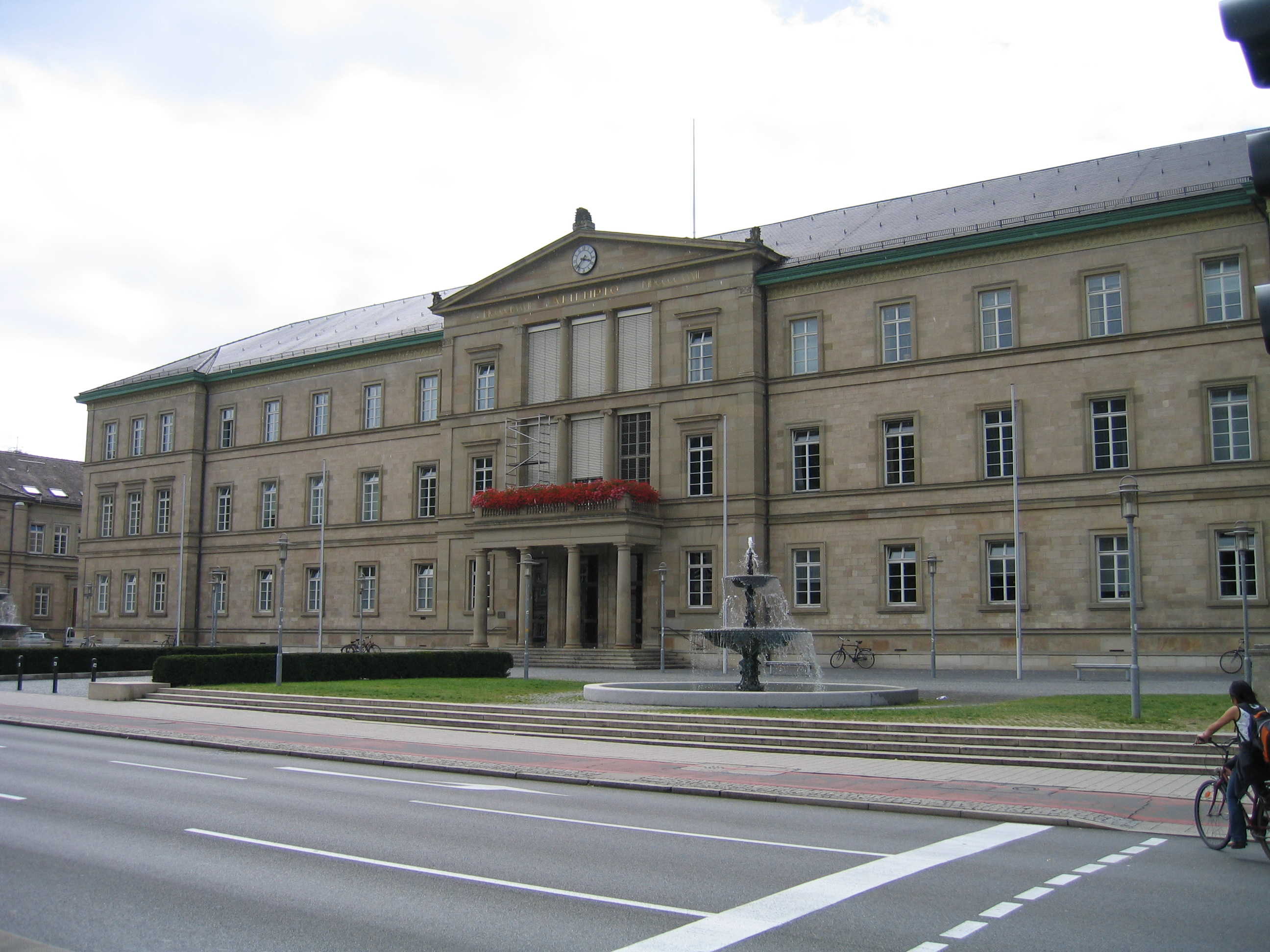
ساختمان مرکزی دانشگاه ابرهارد کارلز توبینگن
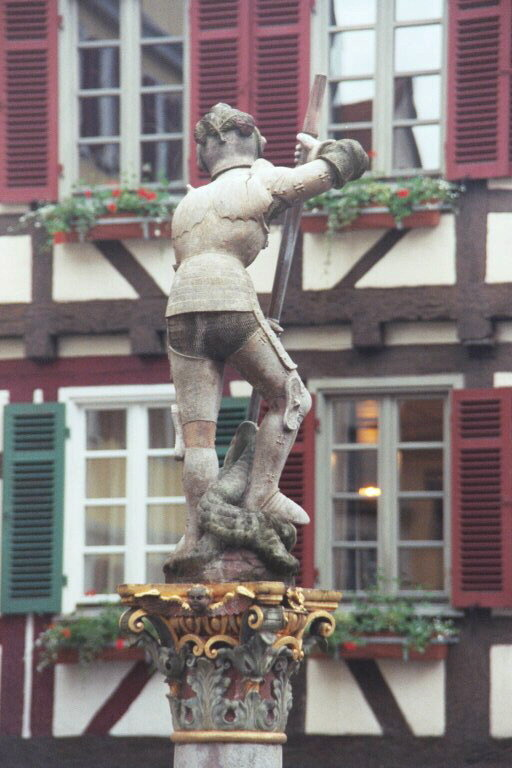
تندیس سنت جورج در توبینگن
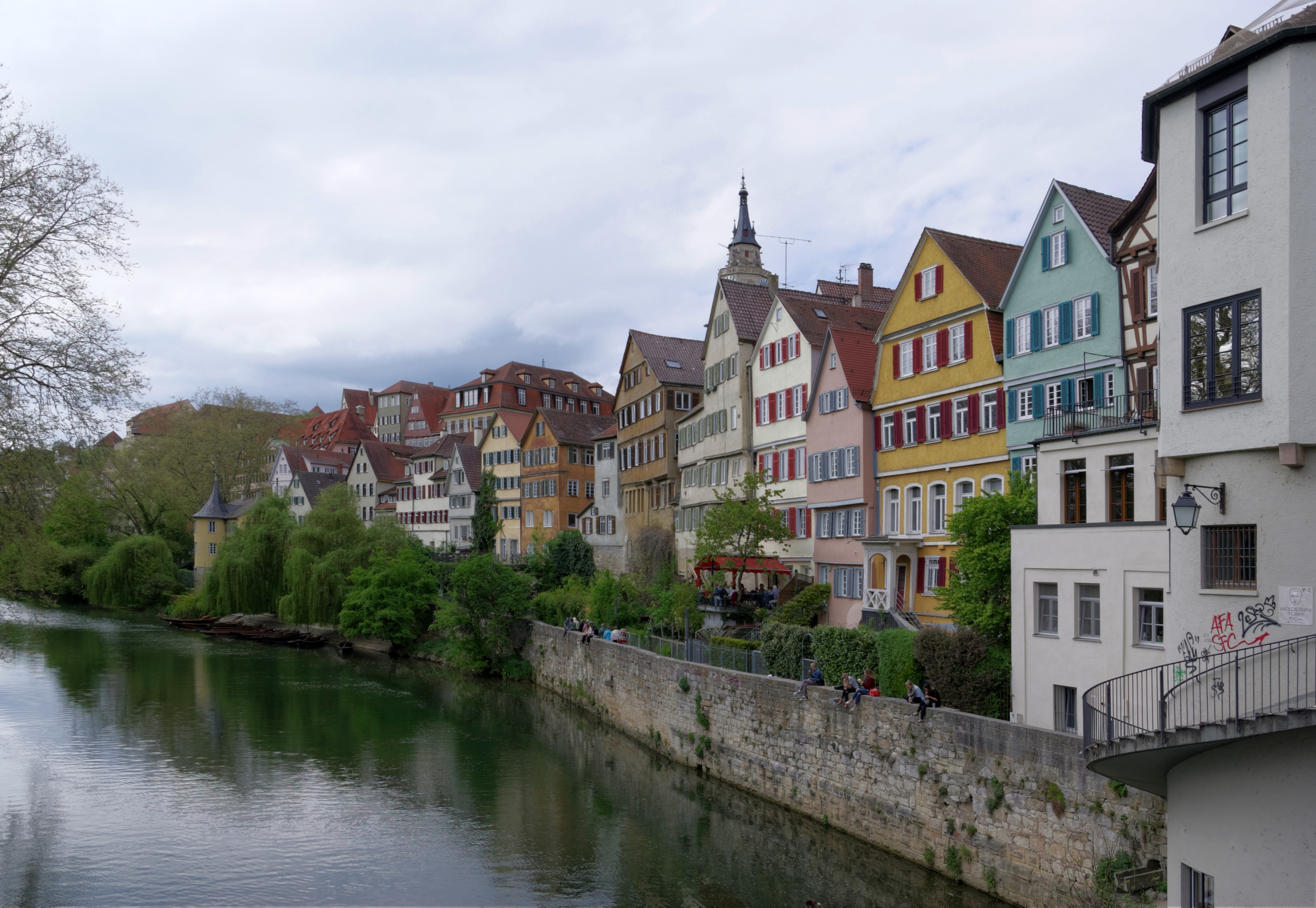
نمایی از شهر توبینگن در کنار رودخانه نکار